# Retoričko pitanje
Retoričko pitanje stilska je figura u kojoj se na postavljeno pitanje ne očekuje odgovor.

## Primjeri
- u govorima, manifestima, pismima radi isticanja i motivacije:

Kako možete kupiti ili prodati nebo, toplinu zemlje? Ta ideja nam je strana.

Ako mi ne posjedujemo svježinu zraka i bistrinu vode, kako vi to možete kupiti?
(indijanski poglavica Seattle, u pismu američkom guverneru 1854.)
- u svakodnevnome govoru, kao fraze:

Jesi normalan? Jesi ti lud? Imaš li ti kakvih mentalnih problema?

### Retorička pitanja u poeziji
- Dobriša Cesarić, "Slap"

Teče i teče, teče jedan slap;

Što u njem znači moja mala kap?

- Dragutin Tadijanović, "Večer nad gradom"

Što te sputava, srce moje, da ne progovoriš iz dubina

Kao orgulje skrivene u crnom lišću noći?

Noćas gledaš kako se odražava u Arnu red svjetiljaka

Firentinskih. Zar nisi o tome davno sanjarilo

U djetinjstvu, dok su nad glavom

Drhtale zvijezde, u vinogradu? 

- Tin Ujević, "Žene među kraljicama"

Ko će mi dati ključe vašeg čuda

i odgonetku vaše zagonetke?

Kakvo tajanstvo kriju vaša uda

i koje nade statue vam rijetke?

- Antun Gustav Matoš, "Stara pjesma"

Čemu iskren razum, koji zdravo sudi,

Čemu polet duše i srce, koje sniva,

Čemu žar, slobodu i pravdu kada žudi?